# 卡皮利亞斯區
卡皮利亞斯區（西班牙語：Distrito de Capillas），是秘魯的一個區，位於該國中南部萬卡韋利卡大區的卡斯特羅維雷納省，始建於1941年1月22日，面積397.95平方公里，海拔高度3,213米，2005年人口1,884，人口密度每平方公里4.7人。